# جيرالدين مورغان تومسون
جيرالدين مورغان تومسون (بالإنجليزية: Geraldine Morgan Thompson)‏ هي ناشِطة أمريكية، ولدت في 2 مارس 1872 في نيويورك في الولايات المتحدة، وتوفيت في 9 سبتمبر 1967 في لينكروفت في الولايات المتحدة.